# Klasyfikacja medalowa Światowych Wojskowych Igrzyskach Sportowych 1999
Klasyfikacja medalowa Światowych Wojskowych Igrzyskach Sportowych 1999 – zestawienie narodowych reprezentacji wojskowych zrzeszonych w CISM według liczby zdobytych przez sportowców-żołnierzy medali podczas 2. Światowych Wojskowych Igrzysk Sportowych, które odbyły się w dniach od 8 do 17 sierpnia 1999 w Zagrzebiu w Chorwacji.
Podczas igrzysk wojskowych łączna liczba samych złotych medali wyniosła 365 we wszystkich dyscyplinach. Reprezentacje narodowe 50 państw zdobyły medale.

## Klasyfikacja
Poniższa tabela jest klasyfikacją medalową prowadzoną podczas igrzysk wojskowych w 1999 na podstawie Międzynarodowej Rady Sportu Wojskowego (fr. Conseil International du Sport Militaire – CISM). Ranking jest posortowany według złotych medali zdobytych przez poszczególne reprezentacje narodowe poszczególnych państw. Liczba srebrnych medali jest brana pod uwagę podczas klasyfikacji w drugiej kolejności, następnie brązowych. Jeżeli nadal poszczególne państwa mają ten sam wynik, klasyfikacja jest ustalana według listy alfabetycznej IOC. Z systemu tego korzystają zarówno Międzynarodowa Rada Sportu Wojskowego, organizator igrzysk wojskowych jak i MKOl. Najwięcej medali zdobyli reprezentanci Rosji łącznie 112 (w tym 46 złote, 35 srebrne oraz 31 brązowe). Polska z 12 medalami (5, 3, 4) została sklasyfikowana na 12 miejscu.

## Klasyfikacja medalowa
* Organizator zawodów został zaznaczony tym kolorem, Polskę oznaczono tekstem pogrubionym.
| Klasyfikacja medalowa (Zagrzeb 1999) | Klasyfikacja medalowa (Zagrzeb 1999) | Klasyfikacja medalowa (Zagrzeb 1999) | Klasyfikacja medalowa (Zagrzeb 1999) | Klasyfikacja medalowa (Zagrzeb 1999) | Klasyfikacja medalowa (Zagrzeb 1999) |
| ------------------------------------ | ------------------------------------ | ------------------------------------ | ------------------------------------ | ------------------------------------ | ------------------------------------ |
| Miejsce                              | Reprezentacja                        | Złoto                                | Srebro                               | Brąz                                 | Razem                                |
|                                      |                                      |                                      |                                      |                                      |                                      |
| 1                                    | Rosja                                | 46                                   | 35                                   | 31                                   | 112                                  |
| 2                                    | Chiny                                | 29                                   | 21                                   | 16                                   | 66                                   |
| 3                                    | Włochy                               | 16                                   | 20                                   | 21                                   | 57                                   |
| 4                                    | Chorwacja *                          | 11                                   | 12                                   | 20                                   | 43                                   |
| 5                                    | Korea Południowa                     | 10                                   | 4                                    | 4                                    | 18                                   |
| 6                                    | Niemcy                               | 9                                    | 11                                   | 12                                   | 32                                   |
| 7                                    | Francja                              | 9                                    | 5                                    | 10                                   | 24                                   |
| 8                                    | Stany Zjednoczone                    | 8                                    | 10                                   | 8                                    | 26                                   |
| 9                                    | Ukraina                              | 7                                    | 17                                   | 13                                   | 37                                   |
| 10                                   | Korea Północna                       | 6                                    | 5                                    | 8                                    | 19                                   |
| 11                                   | Słowenia                             | 6                                    | 4                                    | 5                                    | 15                                   |
| 12                                   | Polska                               | 5                                    | 3                                    | 4                                    | 12                                   |
| 13                                   | Białoruś                             | 5                                    | 2                                    | 14                                   | 21                                   |
| 14                                   | Austria                              | 4                                    | 6                                    | 5                                    | 15                                   |
| 15                                   | Kenia                                | 4                                    | 5                                    | 5                                    | 14                                   |
| 16                                   | Łotwa                                | 4                                    | 1                                    | 1                                    | 6                                    |
| 17                                   | Holandia                             | 2                                    | 2                                    | 2                                    | 6                                    |
| 18                                   | Bułgaria                             | 2                                    | 2                                    | 1                                    | 5                                    |
| 19                                   | Azerbejdżan                          | 2                                    | 1                                    | 6                                    | 9                                    |
| 20                                   | Algieria                             | 2                                    | 1                                    | 0                                    | 3                                    |
| 21                                   | Irlandia                             | 2                                    | 0                                    | 3                                    | 5                                    |
| 22                                   | Brazylia                             | 1                                    | 4                                    | 3                                    | 8                                    |
| 23                                   | Rumunia                              | 1                                    | 2                                    | 1                                    | 4                                    |
| 24                                   | Turcja                               | 1                                    | 1                                    | 1                                    | 3                                    |
| 24                                   | Finlandia                            | 1                                    | 1                                    | 1                                    | 3                                    |
| 26                                   | Belgia                               | 1                                    | 0                                    | 3                                    | 4                                    |
| 27                                   | Egipt                                | 1                                    | 0                                    | 3                                    | 4                                    |
| 28                                   | Katar                                | 1                                    | 0                                    | 1                                    | 2                                    |
| 28                                   | Tunezja                              | 1                                    | 0                                    | 1                                    | 2                                    |
| 30                                   | Senegal                              | 1                                    | 0                                    | 0                                    | 1                                    |
| 30                                   | Tanzania                             | 1                                    | 0                                    | 0                                    | 1                                    |
| 32                                   | Grecja                               | 0                                    | 7                                    | 2                                    | 9                                    |
| 33                                   | Norwegia                             | 0                                    | 5                                    | 7                                    | 12                                   |
| 34                                   | Lesotho                              | 0                                    | 3                                    | 1                                    | 4                                    |
| 35                                   | Czechy                               | 0                                    | 2                                    | 1                                    | 3                                    |
| 36                                   | Cypr                                 | 0                                    | 2                                    | 0                                    | 2                                    |
| 37                                   | Słowacja                             | 0                                    | 1                                    | 4                                    | 5                                    |
| 38                                   | Litwa                                | 0                                    | 1                                    | 3                                    | 4                                    |
| 39                                   | Gruzja                               | 0                                    | 1                                    | 2                                    | 3                                    |
| 40                                   | Arabia Saudyjska                     | 0                                    | 1                                    | 1                                    | 2                                    |
| 41                                   | Namibia                              | 0                                    | 1                                    | 0                                    | 1                                    |
| 42                                   | Południowa Afryka                    | 0                                    | 0                                    | 2                                    | 2                                    |
| 42                                   | Szwajcaria                           | 0                                    | 0                                    | 2                                    | 2                                    |
| 44                                   | Barbados                             | 0                                    | 0                                    | 1                                    | 1                                    |
| 44                                   | Botswana                             | 0                                    | 0                                    | 1                                    | 1                                    |
| 44                                   | Kanada                               | 0                                    | 0                                    | 1                                    | 1                                    |
| 44                                   | Wybrzeże Kości Słoniowej             | 0                                    | 0                                    | 1                                    | 1                                    |
| 44                                   | Hiszpania                            | 0                                    | 0                                    | 1                                    | 1                                    |
| 44                                   | Sudan                                | 0                                    | 0                                    | 1                                    | 1                                    |
| 44                                   | Szwecja                              | 0                                    | 0                                    | 1                                    | 1                                    |
| Ogółem (50 państw)                   | Ogółem (50 państw)                   | 122                                  | 108                                  | 135                                  | 365                                  |